# Pauline Jamar
Pauline Jamar, née le 13 avril 1850 à Liège et morte le 4 avril 1911 dans sa ville natale, est une dessinatrice, artiste peintre et aquarelliste belge.

## Biographie
Née le 13 avril 1850 à Liège, Pauline Jamar est la fille de Jacques Joseph Jamar (1812-1872) et Marie Josephine Ida Raick (1819-1898),.

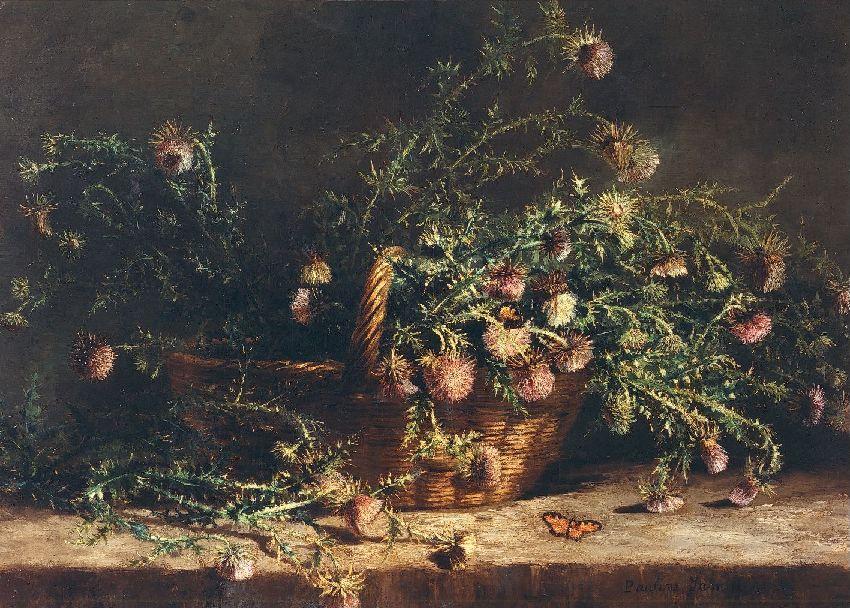
Les chardons, avant 1911 (huile sur toile ; ; photographie de 2000 de Jean-Luc Elias du KIK-IRPA), Liège, musée de l'Art wallon.

Formée par Édouard van Marcke,, l'artiste est une peintre et aquarelliste,,, qui montre une « prédilection pour les paysages, les animaux, les natures mortes et surtout pour les fleurs », genre artistique « où elle demeure une virtuose »,. En tant que peintre paysagiste, elle représente habituellement les environs d'Aywaille et de l'Amblève. Les aquarelles qu'elle réalise sont « des compositions très vivantes de tournesols, cinéraires et coquelicots ».
Elle participe avec le tableau Fleurs des champs à la 10e exposition internationale organisée par la Société royale d'agriculture et de botanique de Gand en 1878. En 1892, elle est membre-fondateur du Cercle royal des beaux-arts de Liège, où elle expose ensuite en diverses occasions,,. Elle est aussi membre du Cercle des femmes peintres de 1888 à 1893. Plus récemment, son tableau Les chardons est inclus dans l'exposition Vers la modernité : le XIXe siècle au pays de Liège qui est organisée au Musée de l'Art wallon et à la salle Saint-Georges, à Liège, du 5 octobre 2001 au 20 janvier 2002.
Des œuvres de l'artiste sont présentes dans les collections du musée de l'Art wallon, du cabinet des Estampes et des Dessins de Liège et de l'administration communale de Seraing,,. Le musée de la Vie wallonne possède aussi divers dessins, peintures et aquarelles de l'artiste, ainsi que de nombreuses porcelaines qu'elle a peinte.
La peintre, qui est restée célibataire, meurt le 4 avril 1911 à Liège,,.

## Galerie

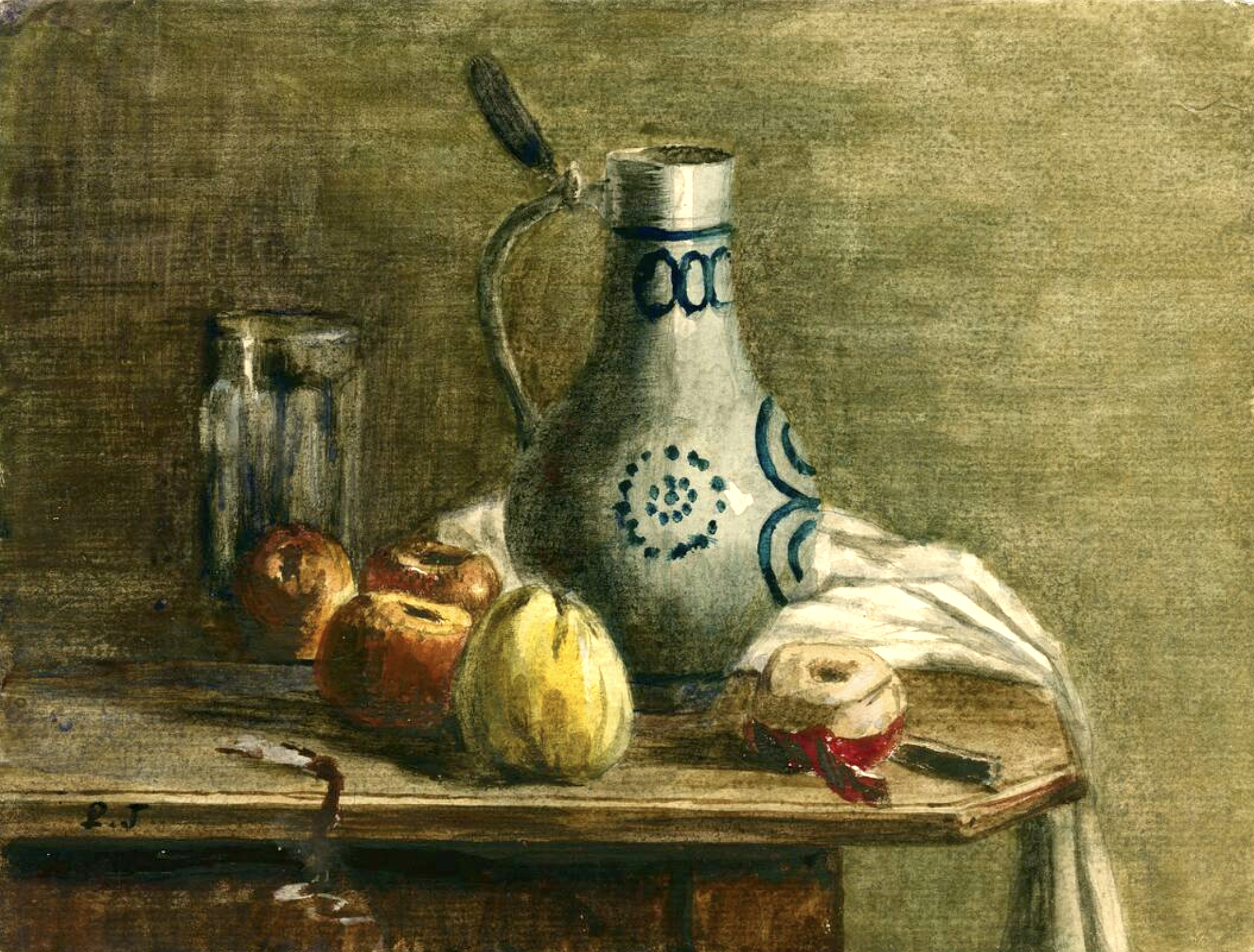
Nature morte, 1875 (aquarelle sur papier ; 13,8 × 23,2 cm), Liège, musée de la Vie wallonne.
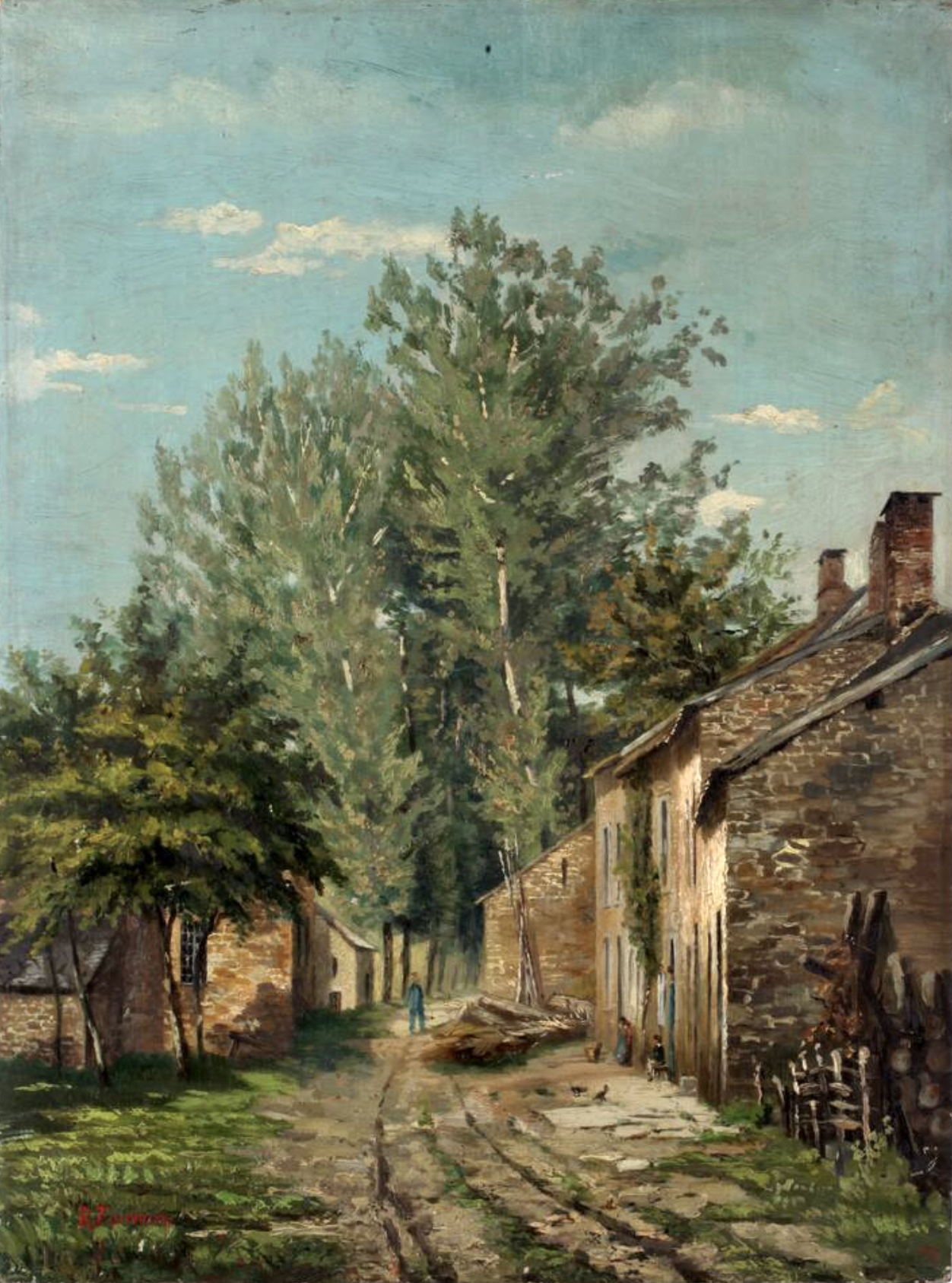
Hameau d'Amblève lez Aywaille, 1880 (peinture à l'huile sur bois ; 36 × 26,8 cm), Liège, musée de la Vie wallonne.
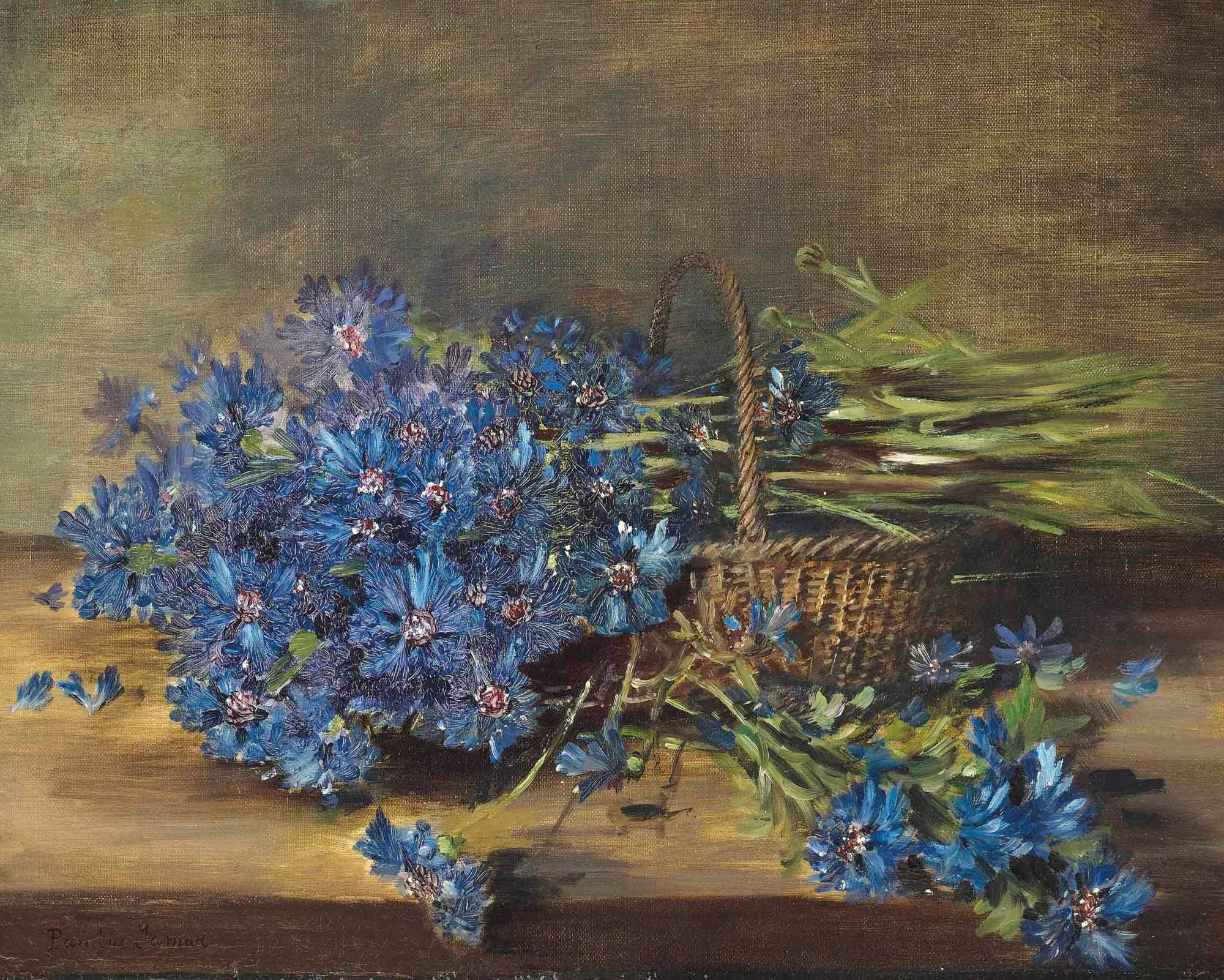
Bleuets dans un panier, avant 1911 (peinture à l'huile sur toile ; 38 × 46 cm), collection privée.